# Katrina McClain
Katrina Felicia McClain, coniugata Johnson (Charleston, 19 settembre 1965), è un'ex cestista statunitense.
È membro del Naismith Memorial Basketball Hall of Fame dal 2012 e del Women's Basketball Hall of Fame dal 2006.

## Carriera
Con gli Stati Uniti ha disputato tre edizioni dei Giochi olimpici (Seul 1988, Barcellona 1992, Atlanta 1996) e tre dei Campionati mondiali (1986, 1990, 1994).